# CEMEX
CEMEX (acronimo di Cementos Mexicanos, "cementi messicani") è una multinazionale messicana dell'edilizia con sede a Monterrey. Attiva nella produzione di cemento, calcestruzzo e aggregati, distribuisce i propri prodotti in oltre 50 paesi.
Fondata nel 1906, ottiene un terzo dei propri ricavi nell'ambito nazionale, un quarto da lavori negli Stati Uniti d'America e il 15% dalla Spagna. Opera in quattro continenti, con 66 cementifici. Nella vendita del cemento occupa il terzo posto tra le imprese di tutto il mondo, mentre è al primo posto nel mondo per produzione di calcestruzzo, con 77 milioni di tonnellate annue.